# Горихвостов, Дмитрий Петрович
Дми́трий Петро́вич Горихво́стов (1769 — 15 августа 1846, Москва, Российская империя) — русский бригадир, меценат, благотворитель, московский филантроп. Почётный член Московского университета с 1841 года.

## Биография
Потомок русских воевод, бояр, награждавшихся землями и поместьями.
Первая половина сознательной жизни Д. П. Горихвостова была посвящена службе государству Российскому: в 1785 году он вступил сержантом в лейб-гвардии Семёновский полк, позже, до 1802 года, служил поручиком в Семёновском полку.
В 1802 году Горихвостов отправился за границу. Итогом его поездок стали «Письма россиянина, путешествовавшего по Европе с 1802 по 1806 годы» в двух книгах.
В 1806—1808 годах — вновь на военной службе, участвовал в военных походах и вышел в отставку в 1808 году гвардии капитаном.
В 1818 году гвардии капитан и кавалер Дмитрий Петрович Горихвостов стал владельцем с. Космодемьянское. На его средства в 1819—1820 годах Храм Бессребреников Космы и Дамиана в Космодемьянском был реконструирован, построена новая колокольня.
Затем служил на разных должностях по дворянским выборам, а последние 25 лет своей жизни посвятил исключительно служению убогим и осиротевшим. Был в числе создателей Московского попечительства о бедных.
В 1831 году купил у родителей поэта Ф. Тютчева трехэтажный каменный дом близ Покровки, в приходе церкви Николы в Столпах (ныне Армянский переулок, 11), решив открыть в нём богадельню — Дом призрения Горихвостова.
Парадную столовую он переделал в храм Димитрия Солунского (освящен митрополитом Филаретом 2 октября 1832 года), а в роскошных барских палатах поместил пятьдесят сиротствующих девиц и столько же вдов, преимущественно из духовного звания. Этот приют состоял из двух отделений: в первом на 62 места жили на полном содержании девицы и одинокие вдовы, во втором на 75 семей — вдовы с детьми. Кухня была общей. Призреваемые обеспечивались дровами, углем, хлебом, квасом, картофелем, капустой, огурцами; помимо этого каждый ежемесячно получал пособие в 2 рубля. Переустройством дома для богадельни занимался архитектор М. Д. Быковский (1801—1885).
Богадельня считалась лучшей в Москве, потому что благотворитель не только пожертвовал для неё дом, но и большой капитал для содержания призреваемых.
Кроме устройства Горихвостовской богадельни, как её называли москвичи, Дмитрий Петрович пожертвовал земли и деньги многим учреждениям, учебным заведениям, лечебным и странноприимным домам. Среди них Новгородскому военному поселению (374 десятины, или 406 с половиной гектара, земли), заведению для неизлечимых увечных (462 тысячи рублей), Московской военной богадельне (150 тысяч рублей), Детской больнице (200 тысяч, рублей), Медико-фармацевтическому обществу вдов и сирот врачей, ветеринаров и фармацевтов (175 тысяч рублей).

## Комментарии
1. ↑  После Октябрьской революции «Дом призрения Горихвостова» был упразднён. Горихвостовская богадельня продолжала действовать ещё в 1920-х годах, но уже под названием Дом соцобеспечения имени Некрасова, после чего здание занимали различные учреждения. Стал прототипом дома Старсобеса из романа «12 стульев» Ильи Ильфа и Евгения Петрова. Ныне — офис J’son & Partners.